# Morze

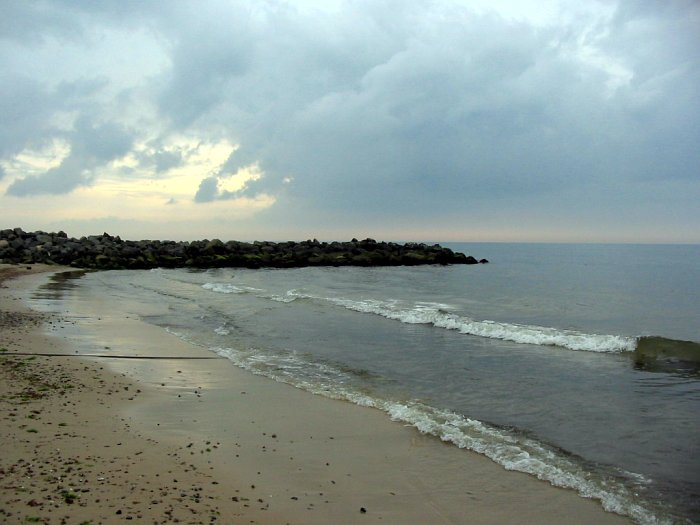
Brzeg Morza Północnego

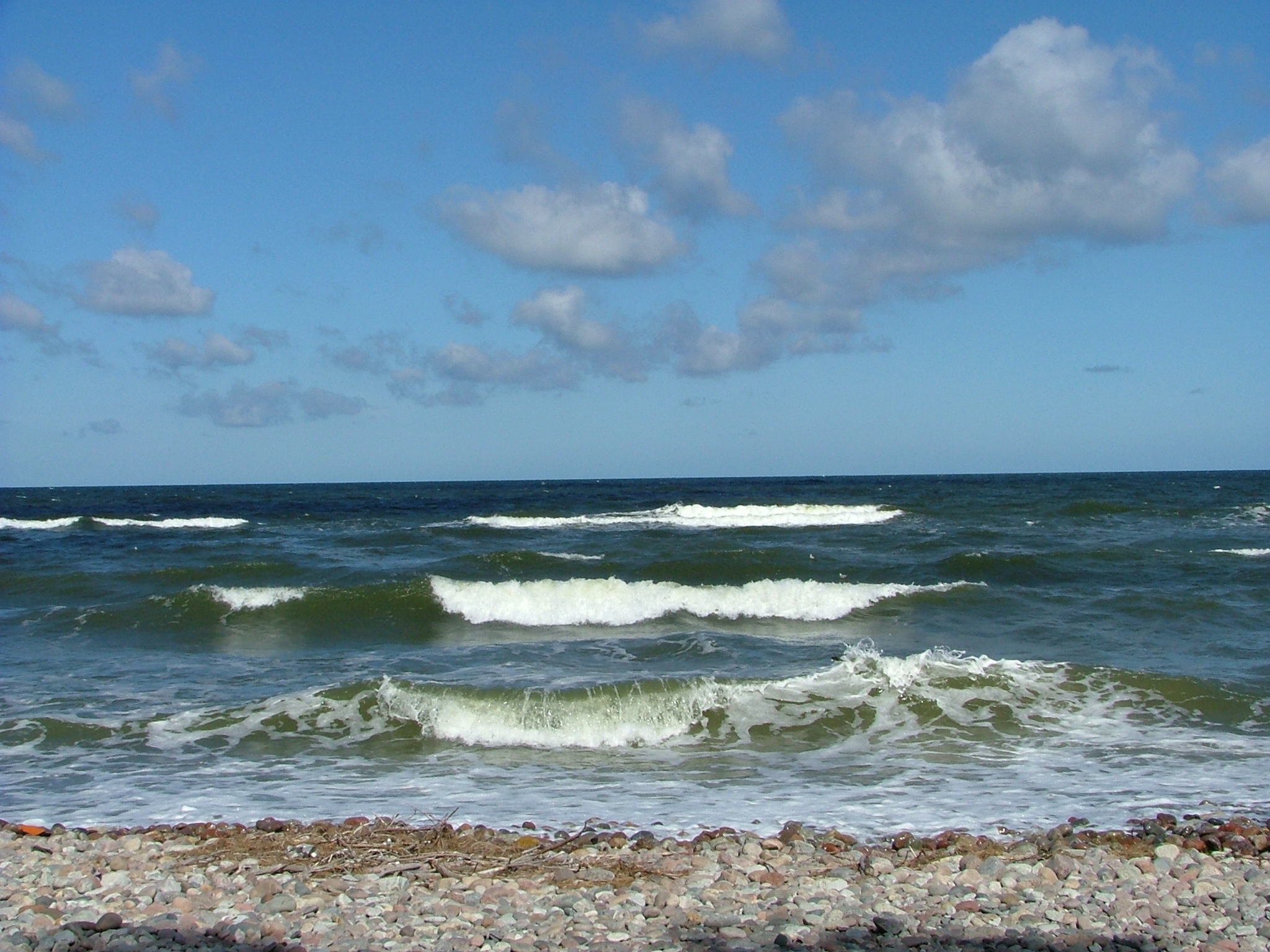
Brzeg Morza Bałtyckiego

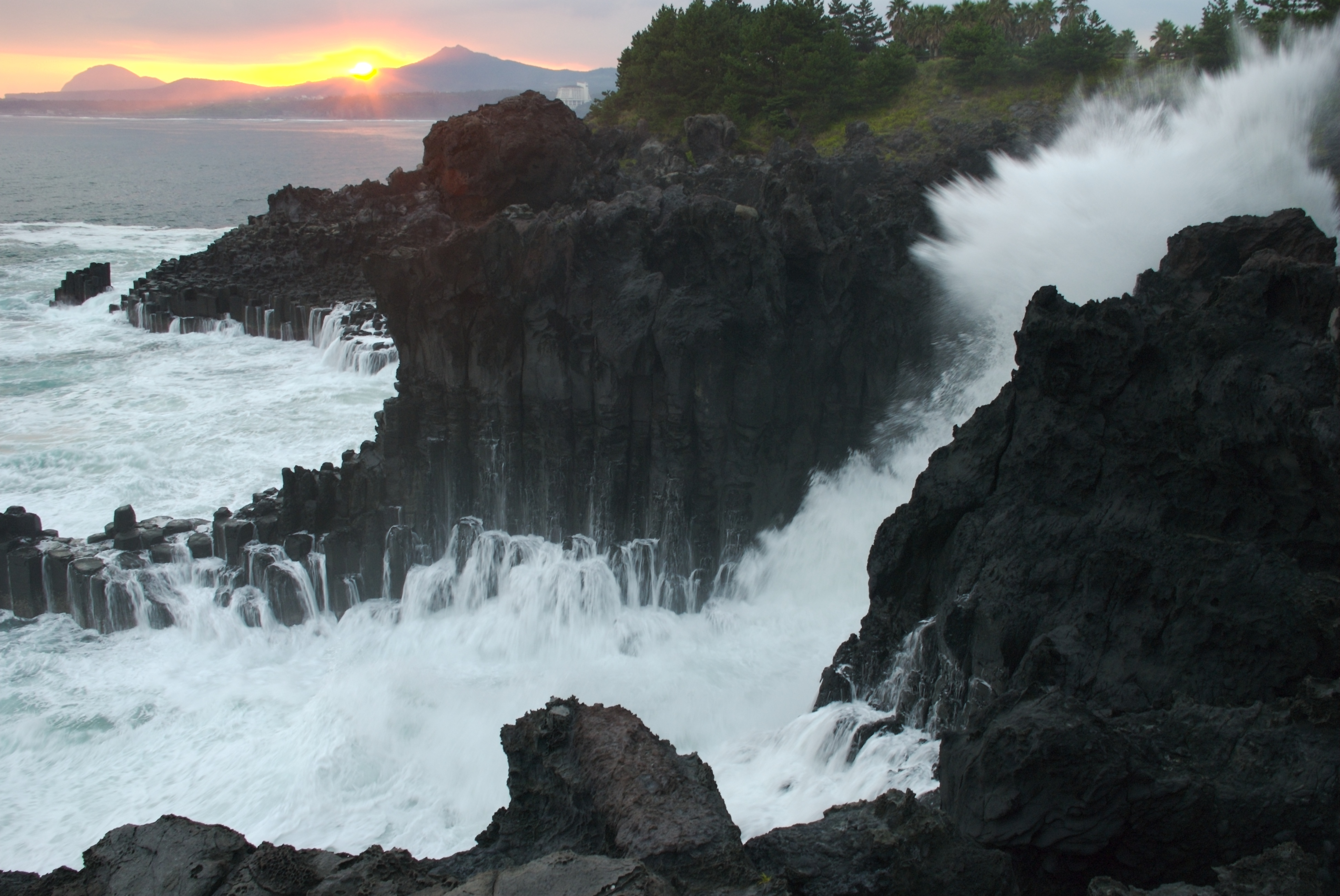
Brzeg Morza Żółtego

Brzeg Morza Arabskiego

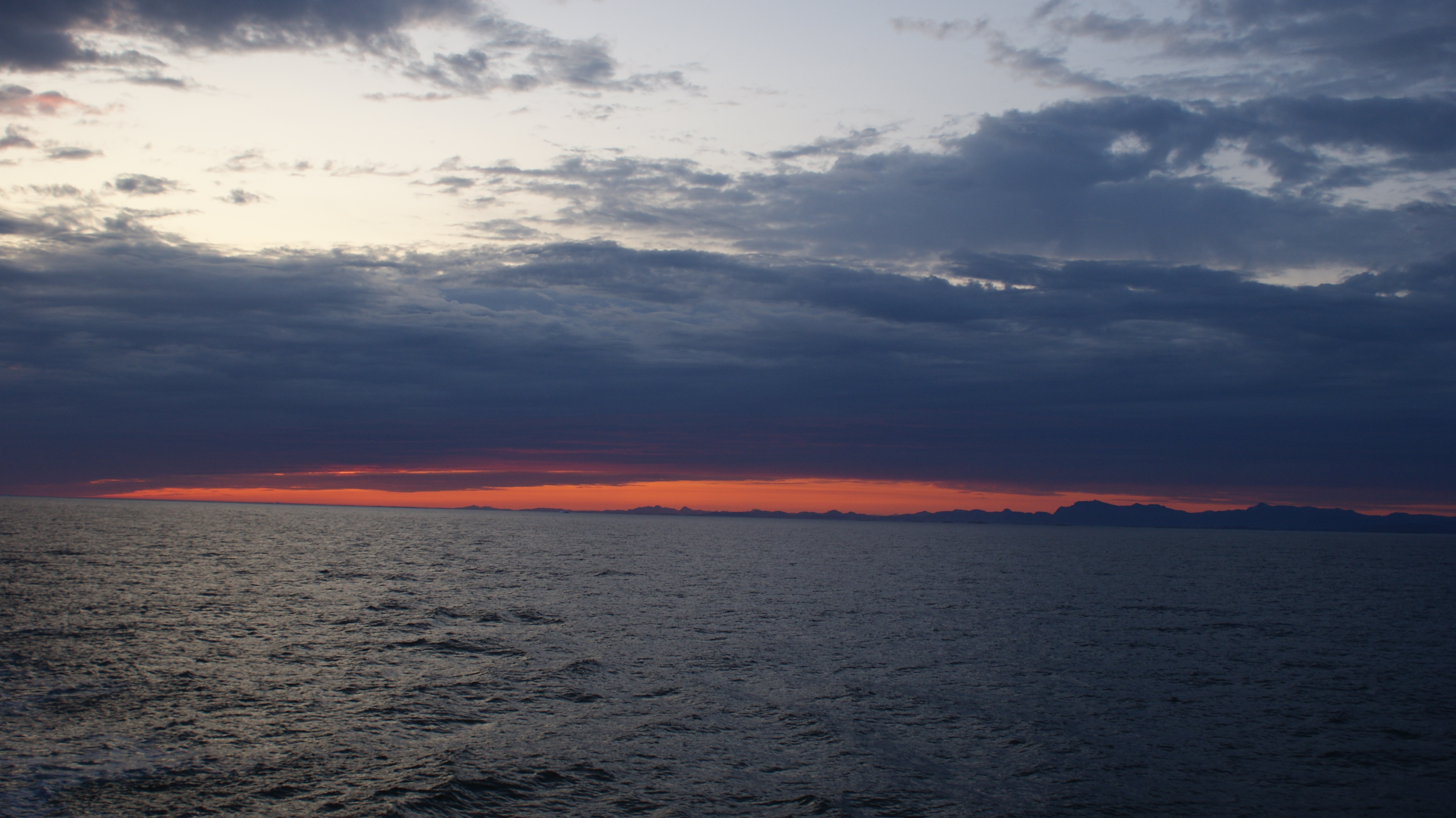
Morze Labradorskie

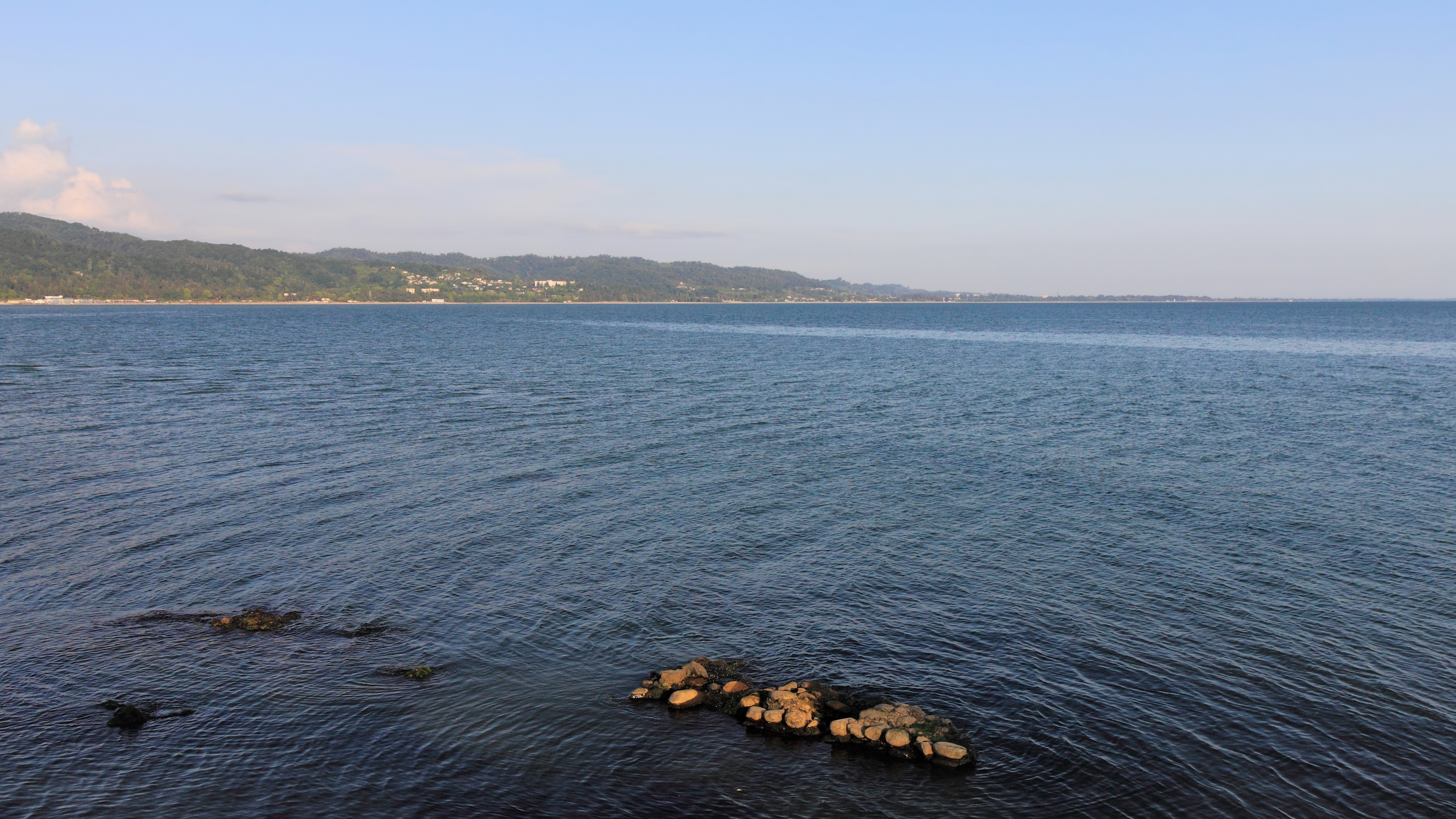
Morze Czarne

Morze – naturalny zbiornik wodny, część oceanu, mniej lub bardziej wyraźnie oddzielona od pozostałych jego części brzegami kontynentu, wyspami lub wzniesieniem dna. Ze względu na utrudnioną wymianę wód morza charakteryzują się indywidualnymi cechami, zbiór tych cech nazywa się ustrojem hydrologicznym.
Ogólna powierzchnia mórz na Ziemi wynosi ok. 40 mln km² (co stanowi ok. 11% powierzchni oceanu światowego), liczba mórz na świecie wynosi 71 (nie licząc Morza Kaspijskiego i Morza Martwego, które są jeziorami słonymi).
Tradycyjnie nazywane morzami duże słone jeziora, takie jak Morze Kaspijskie lub Morze Martwe faktycznie nie są morzami, ponieważ nie posiadają połączenia ze światowym wszechoceanem.

## Podział mórz

### Podział ze względu na położenie
Wyróżnia się morza przybrzeżne, które oddzielone są od oceanu łańcuchem wysp lub progiem podmorskim, a wymiana wód jest łatwa, oraz morza śródziemne, otoczone lądami, w których wymiana wód z oceanem następuje przez wąskie cieśniny. Bardziej szczegółowo morza dzielimy na:
- otwarte – mające szerokie połączenie z oceanem, np. Morze Arabskie, Morze Norweskie, Morze Północne
- przybrzeżne – oddzielone od oceanu przez wyspy lub półwyspy, np. Morze Karskie, Morze Japońskie, Morze Południowochińskie
- międzywyspowe – położone wyłącznie między wyspami lub ich archipelagami, np. Morze Irlandzkie, Morze Celebes, Morze Jawajskie
- międzykontynentalne – leżące między kontynentami, np. Morze Śródziemne, Morze Czerwone, Morze Karaibskie
- wewnątrzkontynentalne – leżące wewnątrz jednego kontynentu, np. Morze Bałtyckie, Morze Białe, Morze Azowskie.

### Podział według układów oceanicznych
Według układów oceanicznych morza dzieli się następująco: 
| Ocean Spokojny | Ocean Atlantycki | Ocean Indyjski                                   | Ocean Arktyczny | Ocean Południowy |
| --- | --- | ------------------------------------------------ | --- | --- |
| Arafura Balijskie Beringa Bismarcka Celebes Fidżi Filipińskie Flores Halmahera Japońskie Jawajskie Koralowe Moluckie Ochockie Południowochińskie Salomona Sawu Seram Sulu Tasmana Wewnętrzne Wschodniochińskie Żółte | Adriatyckie Alandzkie Alborańskie Archipelagowe Azowskie Balearskie Bałtyckie Celtyckie Czarne Egejskie Hebrydzkie Irlandzkie Jońskie Karaibskie Kreteńskie Labradorskie Liguryjskie Marmara Mirtejskie Norweskie Północne Sargassowe Scotia Szkockie Śródziemne Trackie Tyrreńskie Wattowe | Andamańskie Arabskie Czerwone Lakkadiwskie Timor | Baffina Barentsa Beauforta Białe Czukockie Grenlandzkie Karskie Lincolna Łaptiewów Peczorskie Wandela Wschodniosyberyjskie | Amundsena Bellingshausena Davisa Dumont d’Urville’a Kosmonautów Króla Haakona VII Łazariewa Mawsona Riiser-Larsena Rossa Scotia Somowa Weddella Wspólnoty |

## Morza świata alfabetycznie
Sekcja zawiera morza tylko z nazwy (w wielu przypadkach, które morzami nie są):
| - Morze Adriatyckie - Morze Alandzkie - Morze Alborańskie - Morze Amundsena - Morze Andamańskie - Morze Arabskie - Morze Arafura - Morze Archipelagowe - Morze Arktyczne - Morze Azowskie - Morze Baffina - Morze Balearskie - Morze Bałtyckie - Morze Banda - Morze Barentsa - Morze Beauforta - Morze Bellingshausena - Morze Beringa - Morze Białe - Morze Celebes - Morze Celtyckie - Morze Czarne - Morze Czerwone - Morze Czukockie - Morze Davisa - Morze Dumont d’Urville’a - Morze Egejskie - Morze Filipińskie - Morze Fidżi | - Morze Flores - Morze Grenlandzkie - Morze Halmahera - Morze Hebrydzkie - Morze Ikaryjskie - Morze Irlandzkie - Morze Japońskie - Morze Jawajskie - Morze Jońskie - Morze Karaibskie - Morze Karskie - Morze Kaspijskie - Morze Koralowe - Morze Koro - Morze Kosmonautów - Morze Kreteńskie - Morze Labradorskie - Morze Lakkadiwskie - Morze Lewantyńskie - Morze Liguryjskie - Morze Lincolna - Morze Luzon - Morze Łaptiewów - Morze Łazariewa - Morze Mac Kenziego - Morze Mackenzie - Morze Marmara - Morze Martwe - Morze Mawsona - Morze Mindanao - Morze Mirtejskie | - Morze Moluckie - Morze Norweskie - Morze Nowogwinejskie - Morze Ochockie - Morze Pohaj - Morze Południowoantylskie - Morze Południowochińskie - Morze Północne - Morze Riiser-Larsena - Morze Rossa - Morze Salomona - Morze Sargassowe - Morze Sawu - Morze Scotia - Morze Seram - Morze Somowa - Morze Sulu - Morze Szkockie - Morze Śródziemne - Morze Tasmana - Morze Timor - Morze Trackie - Morze Tyrreńskie - Morze Wandela - Morze Wattowe - Morze Weddella - Morze Wewnętrzne - Morze Wschodniochińskie - Morze Wschodniosyberyjskie - Morze Wspólnoty - Morze Żółte |